# درع شمسي لمقراب جيمس ويب الفضائي

رسم توضيحي للجانب المفرود "الساخن" لـ تلسكوب جيمس ويب الفضائي مع الدرع الشمسي الذي يحمي البصريات الرئيسية من ضوء الشمس وحرارتها.

درع الحماية من الشمس لتلسكوب جيمس ويب الفضائي (JWST) هو نظام تحكم حراري سلبي ينشر بعد الإطلاق لحماية التلسكوب والأجهزة من ضوء وحرارة الشمس والأرض والقمر. من خلال الحفاظ على التلسكوب والأجهزة في الظل الدائم وفي درجة حرارة منخفضة جدا، حيث يسمح لهم بالتبريد إلى درجة حرارة تصميمه البالغة 40 كلفن. اكتمل نشره المعقد بنجاح في 4 يناير 2022، بعد عشرة أيام من إطلاقه، عندما كان أكثر من 0.8 مليون كيلومتر (500,000 ميل) بعيدًا عن الأرض.
تبلغ مساحة حاجب الشمس للتلسكوب حوالي 21 م × 14 م (69 قدم × 46 قدم)، أي بمساحة ملعب تنس تقريبًا، وهو أكبر من أن يتناسب مع أي صاروخ موجود. لذلك طوى ليتناسب مع انسيابية صاروخ الإطلاق ونشر وفرد حاجب الشمس بعد الإطلاق. وهو يتكون من خمس طبقات من البلاستيك المطلي بالمعدن. الطبقة الأولى هي الأكبر، ويقل حجم كل طبقة متتالية. كل طبقة مصنوعة من طبقة رقيقة (50 ميكرون للطبقة الأولى و25 ميكرون للطبقة الأخرى) غشاء Kapton مطلي بالألمنيوم لتقوية الانعكاسية. تتميز الطبقات الخارجية التي تواجه الشمس بطبقة مخدرة من السيليكون تعطيها لونًا أرجوانيًا، يقوي الدرع ويساعده على عكس الحرارة والضوء.  سمك طلاء الألمنيوم حوالي 100 نانومتر، وطلاء السيليكون يكون أرق ويبلغ سمكه 50 نانومتر. يتضمن قطاع حاجب الشمس الطبقات وآليات نشره وفرده، والتي تتضمن أيضًا رفرف القطع.

## نظرة عامة

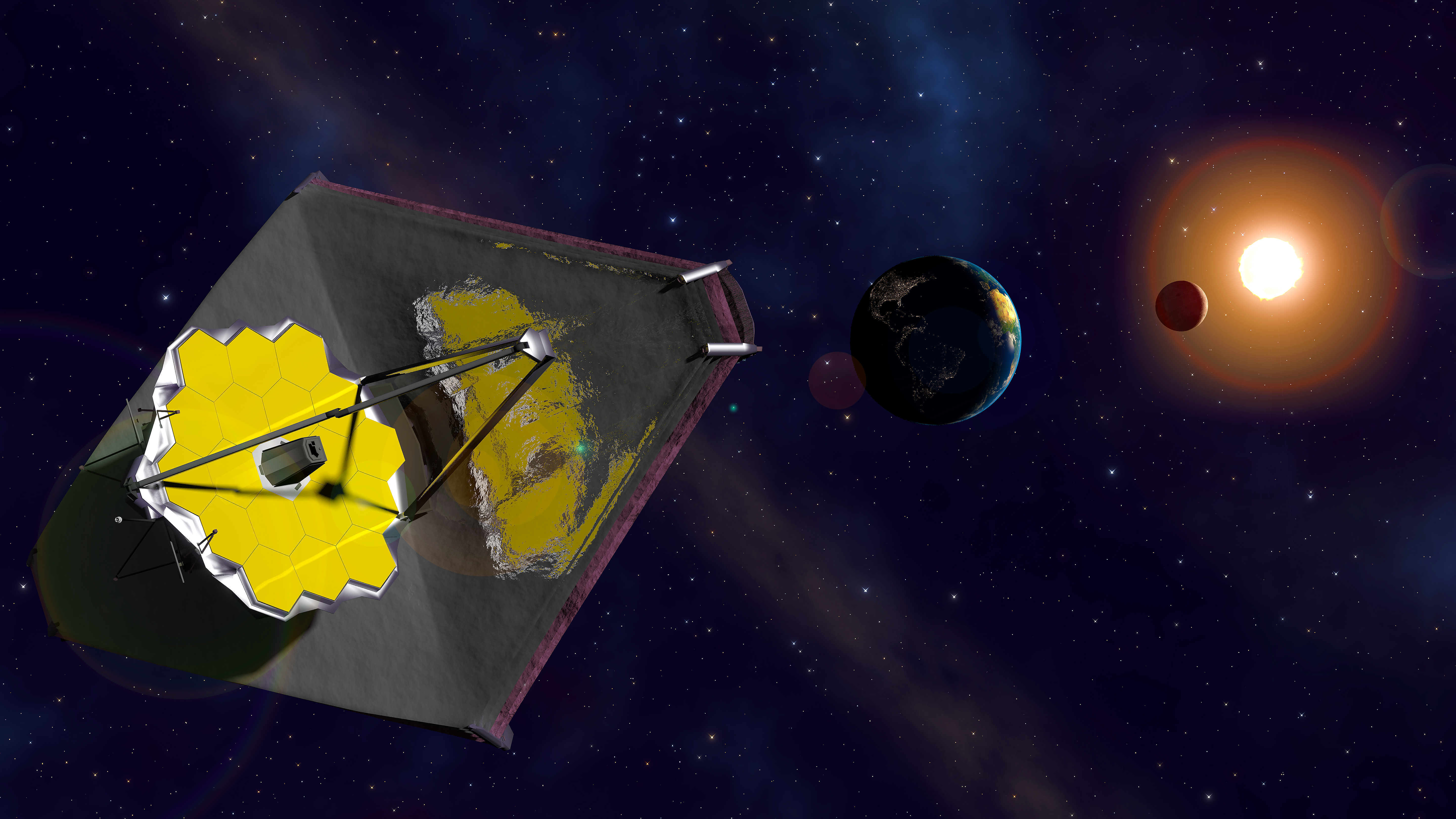
هذا رسم فني يُظهر رسم مبسط لاتجاه التلسكوب وكيف يحجب درع الشمس ضوء الشمس ويمنع تسخين المرآة الرئيسية.

لإجراء مشاهدات لطيف الأشعة تحت الحمراء القريب والمتوسط، يجب أن يظل التلسكوب باردًا جدًا (أقل من 40 ك (−233.2 °م؛ −387.7 °ف))، وإلا فإن الأشعة تحت الحمراء من التلسكوب نفسه سوف تطغى على أجهزتها وبالتالي على قياساته. لذلك، فإنه يستخدم الحاجب الشمسي الكبير لحجب الضوء والحرارة الآتية من الشمس والأرض والقمر. وموقعه بالقرب من نقطة لاغرانج للشمس والأرض L2 يبقي جميع المكونات الثلاثة للتلسكوب على نفس الجانب من المركبة الفضائية في جميع الأوقات. يدور التلسكوب في مدار حول نقطة لاغرانج L 2 في ظل الأرض والقمر، مما يحافظ على وضع ثابت لدرع الشمس ومصفوفات مرآة التلسكوب.

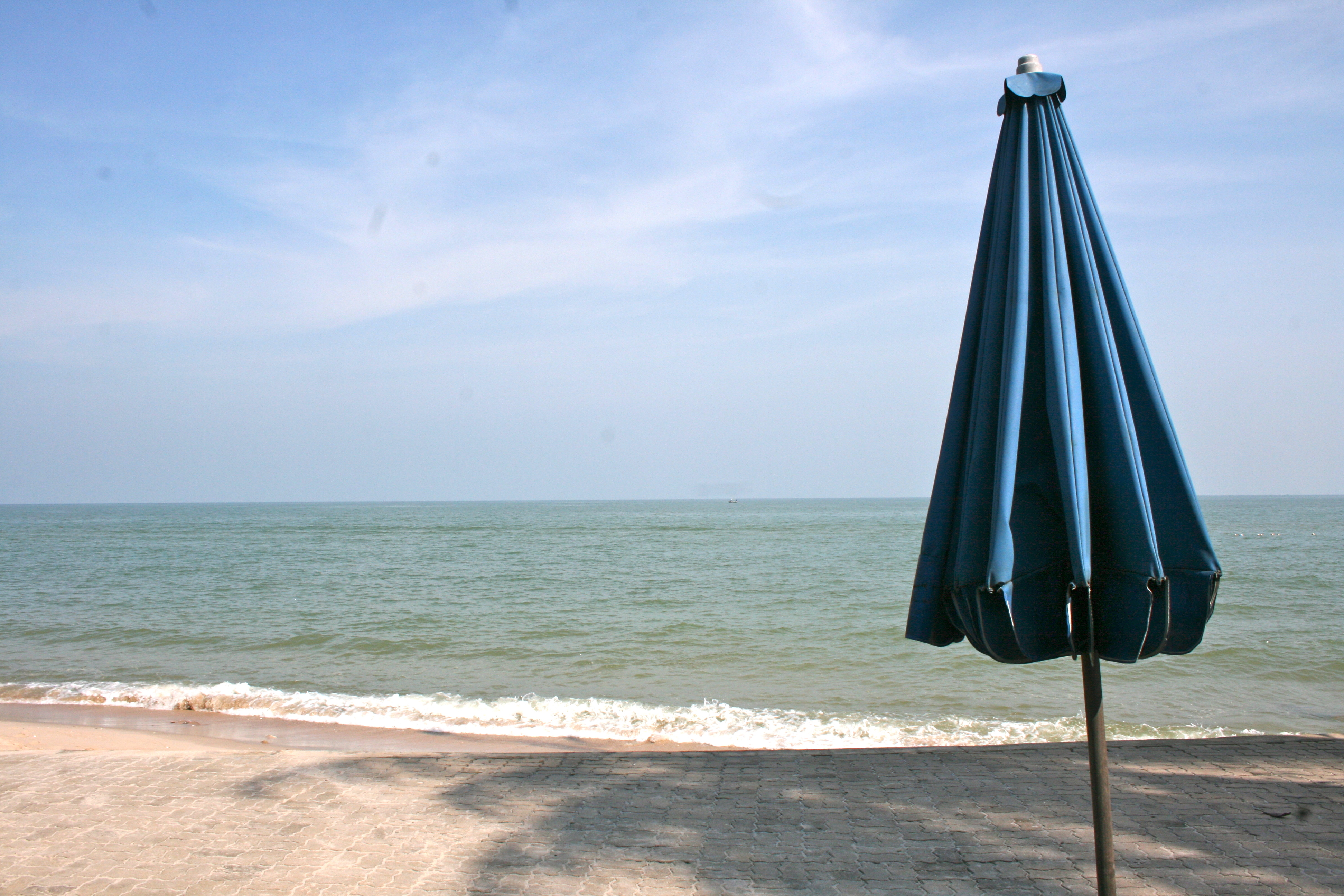
يمكن مقارنة JWST Sunshield بمظلة الشاطئ. طويت أثناء الإطلاق، ولكن نشرت في الفضاء.

يقول ناظر مشروع ناسا المختص بمرقاب جيمس ويب والعامل بمركز غودارد في عام 2008:
«بشأن قياس الأشعة تحت الحمراء، التي هي أشعة حرارية الآتية من أجرام سماوية مثل النجوم والمجرات يجب أن يكون التلسكوب وأجهزته باردا جدا. فإذا اصابتهم أشعة الشمس وحرارتها أو حرارة الأرض، رغم بعدها، فإن الأشعة الحمراء التي تنشأ في التلسكوب ستتعدى شدة الأشعة تحت الحمراء الآتية من النجوم والمجرات وهذه هي التي نريد رصدها وقياسها.»

يعمل الدرع الشمسي كمظلة كبيرة تسمح للمرآة الرئيسية والبصريات والأدوات بالتبريد إلى 40 ك (−233.2 °م؛ −387.7 °ف) أو ببرودة أشد. وهي إحدى التقنيات الممكنة التي ستسمح للتلسكوب العمل.

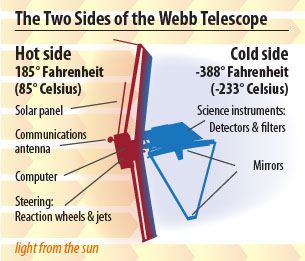
الفروق في درجات الحرارة بين الجانبين الساخن والبارد لتلسكوب جيمس ويب الفضائي الخماسي الطبقات. إلى اليمين: الناحية الباردة وإلى اليسار الناحية الساخنة - ناحية الشمس والأرض.

 تبلغ مساحة الدرع الشمسي المصمم على شكل طائرة ورقية حوالي 21 في 14 متر في المساحة، كبير بما يكفي لتظليل المرآة الرئيسية والمرآة الثانوية، تاركًا أداة واحدة فقط، MIRI (جهاز قياس الأشعة تحت الحمراء المتوسطة)، فهي في حاجة إلى تبريد إضافي. يعمل حاجب الشمس كمبرد عاكس ويسبب انخفاضًا في درجة الحرارة بمقدار 318 كلفن (318 °م (604 °ف))  من الأمام إلى الخلف. في العملية سيتلقى الدرع حوالي 200 كيلوواط من الإشعاع الشمسي، ولكن يمرر فقط 23 ملي واط على الجانب الآخر.
يتكون حاجب الشمس من خمس طبقات لتخفيف انتقال الحرارة. هذه الطبقات مصنوعة من رقيقة بولي إميد Kapton E ، وهو مستقر ولا تتغير خواصه بين −269 إلى 400 °م (−452.20 إلى 752.00 °ف) . ومع ذلك، فإن الأغشية الرقيقة حساسة - كانت التمزقات العرضية أثناء الاختبار في عام 2018 من بين العوامل التي أدت إلى تأخير مشروع التلسكوب JWST. ومن المعروف أن مادة كابتون تتحلل بعد التعرض لظروف الأرض على المدى الطويل. الطبقة التي تواجه الشمس سمك 0.05 مليمتر والطبقات الأخرى سمك 0.025 مليمتر. جميع الطبقات مطلية على كلا الجانبين بـ 100 نانومتر من الألومنيوم، كما أن الجوانب المواجهة للشمس من الطبقتين الخارجيتين مغطاة أيضًا بـ 50 نانومتر من السيليكون «مشوب» بعناصر أخرى.  هذا يساعد المادة على البقاء في الفضاء، وإشعاع الحرارة الزائدة، وتوصيل الكهرباء، لذلك لا تتراكم الشحنات الساكنة على الطبقات.

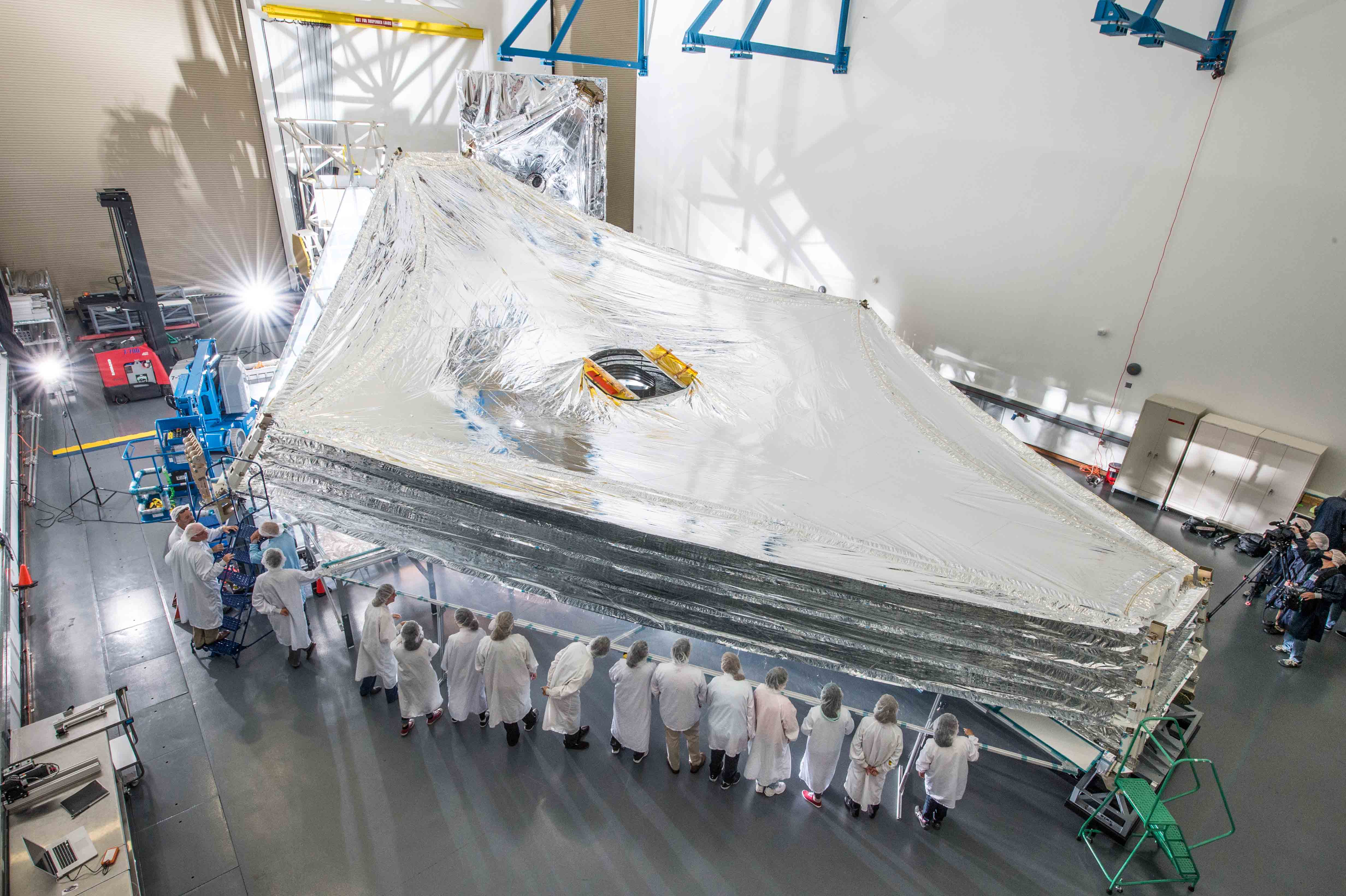
وحدة اختبار الدرع الشمسي مكدسة ومفرودة في منشأة نورثروب جرومان في كاليفورنيا، 2014

كل طبقة لها شكل وحجم مختلفان قليلاً. الطبقة 5 هي الأقرب إلى المرآة الأساسية وهي الأصغر. الطبقة 1 هي الأقرب إلى الشمس وهي أكبر وأكثر تسطحًا. تحجب الطبقة الأولى 90٪ من الحرارة، وكل طبقة متتالية تحجب المزيد من الحرارة التي تنعكس على الجوانب. يسمح حاجب الشمس للبصريات بالبقاء في الظل في زوايا ميل من +5 درجات إلى -45 درجة وزوايا التدحرج من +5 درجات إلى -5 درجة. صممت الطبقات باستخدام اللحام الحراري النقطي (TSB)، مع نمط شبكة مرتبط بكل طبقة على فترات. يساعد هذا في منع التمزق أو حدوث ثقب أو امتدادها.

## التصميم والتصنيع

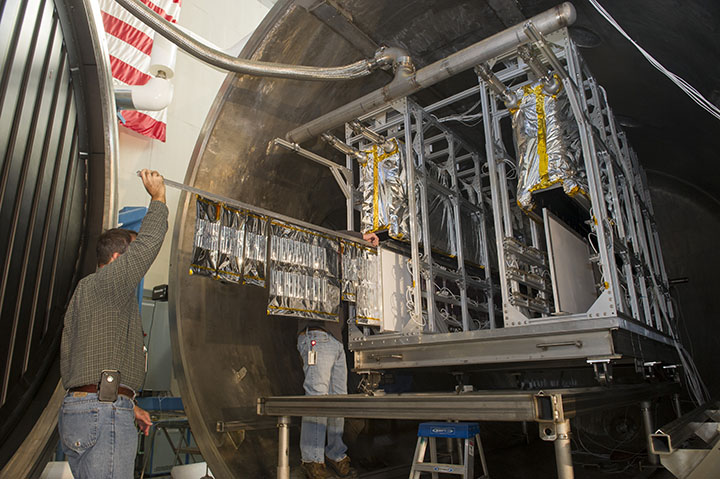
يتم اختبار كوبونات نسيج Sunshield حاجب الشمس لمعرفة مدى أدائها ، 2012

صممت شركة نورثروب جرومان درع الشمس لناسا. صمم درع الشمس بحيث يمكن طيه اثني عشر مرة بحيث يمكن أن يتناسب مع 4.57 م (15.0 قدم) لصاروخ آريان 5 بقطر 16.19 م (53.1 قدم) كفن. عندما تم نشرها في النقطة L2 ، انفردت إلى 21.197 م × 14.162 م (69.54 قدم × 46.46 قدم) . تم تجميع حاجب الشمس يدويًا في ManTech (NeXolve) في هانتسفيل ، ألاباما قبل تسليمه إلى شركة نورثروب جرومان في ريدوندو بيتش ، كاليفورنيا للاختبار. أثناء الإطلاق، اسدل ولف حول عنصر التلسكوب البصري ثم انفتح لاحقًا. وخطط لفك حاجب الشمس بعد حوالي أسبوع من الإطلاق. أثناء التطوير اختبرت مادة طبقة درع الشمس بالتعريض إلى تأثيرات الحرارة والبرودة والإشعاع وتأثيرات اصطدامات بجسيمات عالية السرعة.
تشمل مكونات واقي الشمس:
- الجزء الأساسي
- الوصلة الأمامية والخلفية رباعية القضبان
- تجميع هيكل المؤخرة
  - علامة تبويب الزخم (توصيل علامة التبويب بمجموعة هيكل الخلف)
  - قضبان الموزعة الخلفية (تنتشر الطبقات في الخلف)
- تجميع الهيكل الأمامي
  - قضبان الموزعة إلى الأمام
- منتصف الذراع (واحد على كل جانب)
  - قضبان موزعة متوسطة (تنشر الطبقات الخمس على حدة)
- مجموعتي قفل إطلاق bipod للأمام واثنين من الخلف

مجموعات قفل إطلاق bipod هي المكان الذي يتصل فيه قطاع حاجب الشمس بـ OTE عندما طوي أثناء الإطلاق. هناك ستة قضبان موزعة يتم توسيعها لفصل طبقات حاجب الشمس الذي يتكون من ستة جوانب تقريبًا.

### تقليم رفرف / علامة تبويب الزخم

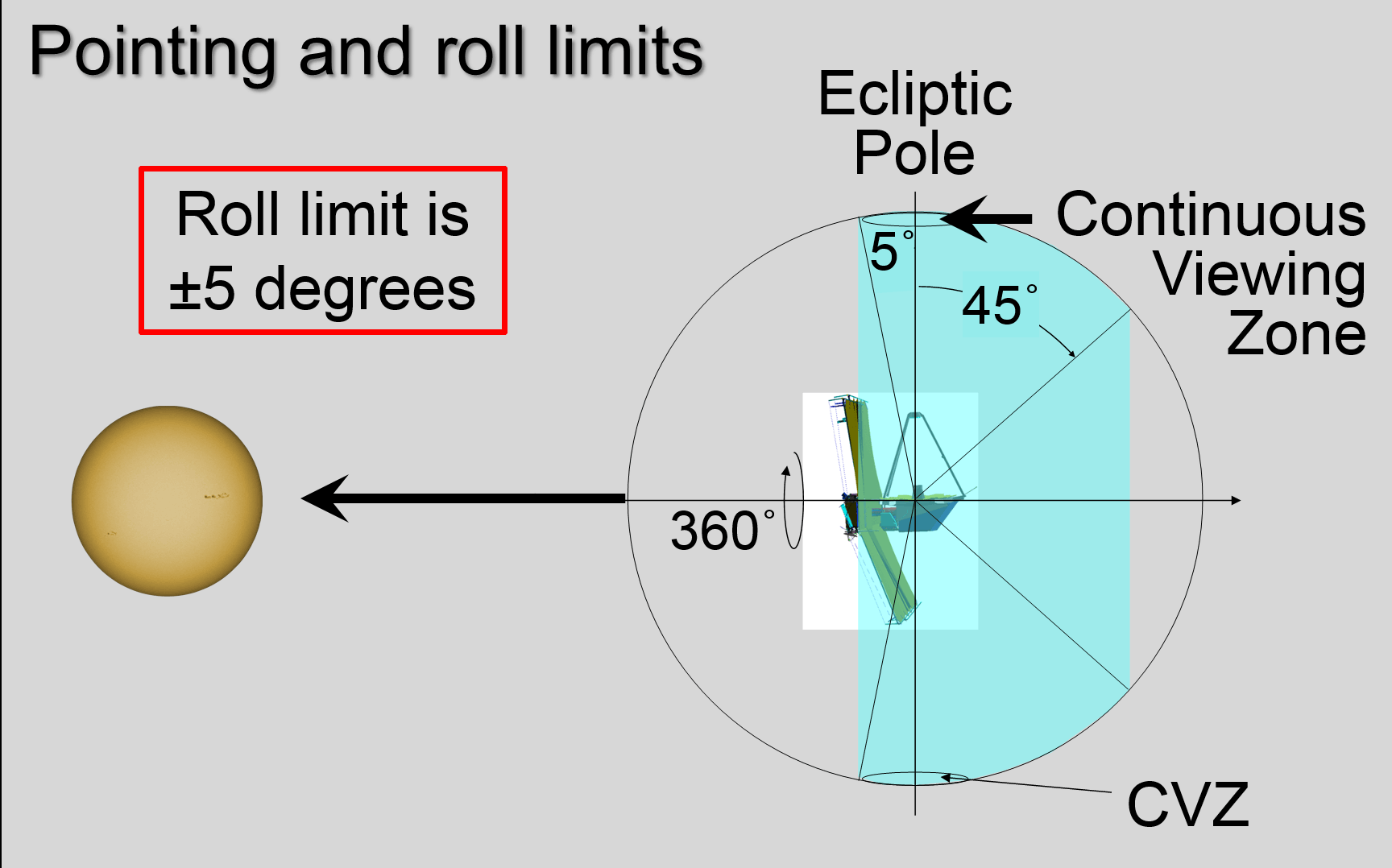
رسم تخطيطي لحدود اللف وكيف تؤثر على التوجيه

يشتمل قطاع حاجب الشمس أيضًا على رفرف تقليم في نهاية ذراع فرد الدرع الشمسي. وهذا ما يسمى أيضًا بعلامة تبويب الزخم. تساعد علامة التبويب المزخرفة على موازنة الضغط الشمسي الناجم عن اصطدام الفوتونات بدرع الشمس. إذا كان هذا الضغط غير متساوٍ، ستميل المركبة الفضائية إلى الدوران، مما يتطلب عجلات تفاعلية (موجودة في حافلة المركبة الفضائية) لتصحيح اتجاه JWST في الفضاء والحفاظ عليه. ستصبح عجلات التفاعل، بدورها، في النهاية مشبعة وتتطلب وقودًا لإزالة التشبع، مما قد يحد من عمر المركبة الفضائية. تعمل علامة تبويب القطع، من خلال المساعدة في الحفاظ على توازن الضغط وبالتالي الحد من استخدام الوقود، على إطالة عمر عمل التلسكوب.

### الطبقات

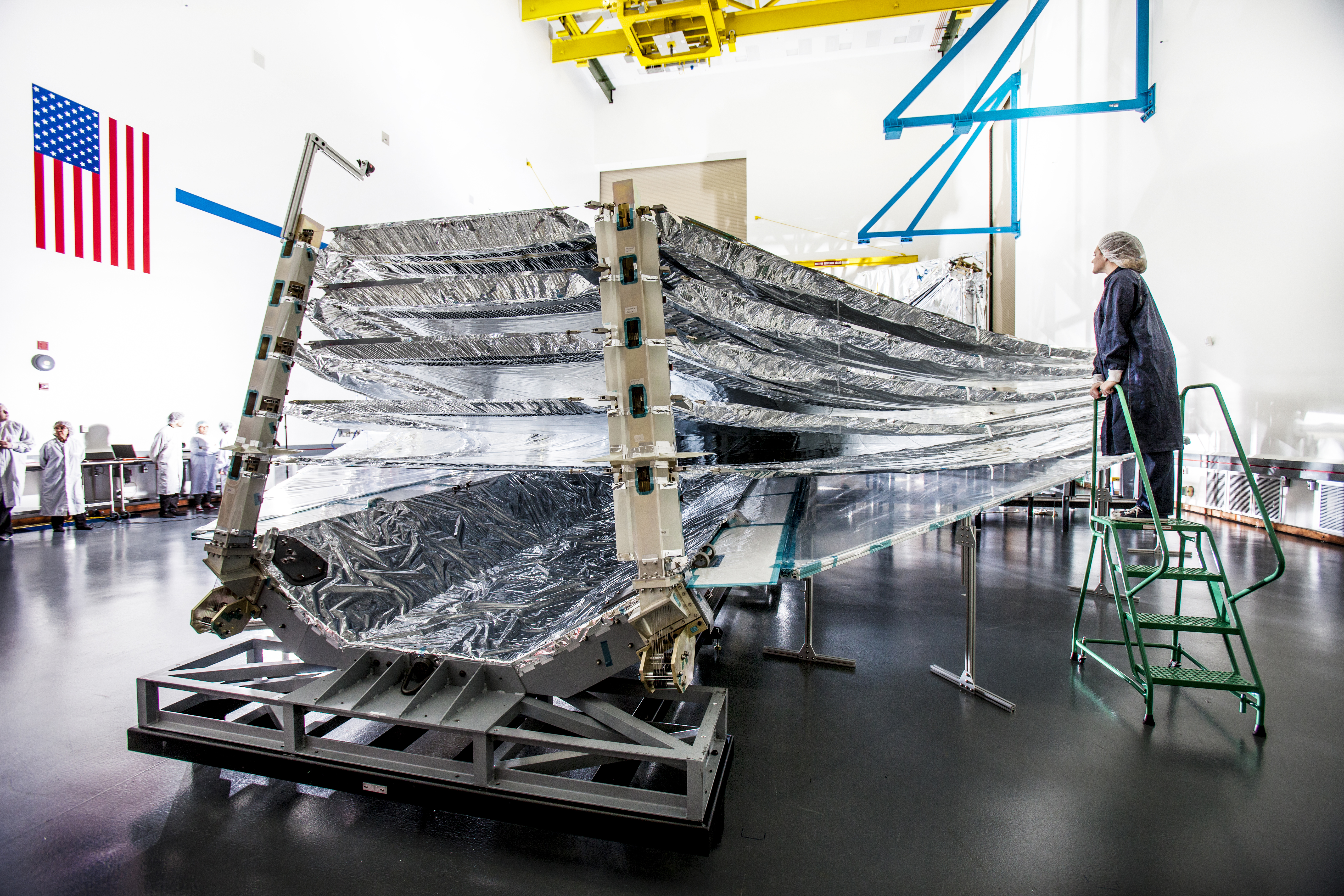
يتم اختبار الطبقات الخمس لواقي الشمس JWST في عام 2013

صممت الطبقات بحيث تتألق الشمس والأرض والقمر على الطبقة الأولى بشكل حصري تقريبًا، وأحيانًا جزء صغير من الطبقة الثانية، وعلى الجانب الآخر لا ترى عناصر التلسكوب سوى الطبقة الخامسة وأحيانًا كمية ضئيلة من الطبقة الرابعة. يمنع الفصل بين الطبقات، في فراغ الفضاء، انتقال الحرارة عن طريق التوصيل ويساعد في إشعاع الحرارة بعيدًا عن الطريق. يسبب تعاطي المنشطات بالسيليكون اللون الأرجواني.

## الإرسال إلى الموقع
يرتبط مكون حاجب الشمس بالمركبة الفضائية الرئيسية، وتتوسع أذرعها للخارج منتشرةً الدرع الحراري وتفصل الطبقات. أثناء الإطلاق يكون الدرع مطويًا؛ في وقت لاحق، عندما يكون في الفضاءفي موقعه يتم فتحه بعناية بتوجيه من الأرض. وعندما يكون الدرع الشمسي مفتوحًا بالكامل تصل مساحته 14.6 متر (48 قدم) x 21.1 متر (69 قدم) . عندما تكون الطبقات مفتوحة بالكامل، تفتح على نطاق أوسع عند الحواف مما يساعد على عكس الحرارة للخارج.
تتضمن بنية / أجهزة نشر حاجب الشمس ما يلي:
- أذرع تطويق متداخلة
  - الناشرون الجذعية
- قضبان الموزعة
- محركات الكابلات

هناك نوعان من أدوات نشر الجذعية داخل أذرع التطويل المتداخل. هذه محركات كهربائية خاصة، عند تشغيلها، تعمل على تمديد ذراع التطويل التلسكوبي، مما يؤدي إلى سحب حاجب الشمس المطوي. يطلق على أذرع التطويل التلسكوبية اسم MBA ، أو تجميعات ضبط البؤرة. في نهاية كل إدارة للأعمال يوجد شريط رش.
بعد الإطلاق الناجح في 25 ديسمبر 2021 من مركز غيانا للفضاء، استمر نشر ما بعد الإطلاق لدرع الشمس JWST على النحو التالي.
في 31 كانون الأول (ديسمبر) 2021، بدأ الفريق الأرضي في معهد علوم تلسكوب الفضاء في بالتيمور بولاية ماريلاند نشر «أذرع تطويق متوسطة» متداخلة من الجانبين الأيسر والأيمن من المرصد، وسحب أغشية الدرع الشمسي الخمسة من المطوية. التستيف يتم في المنصات الأمامية والخلفية، والتي انزلت قبل ثلاثة أيام. تأخر نشر عمود الرفع الأيسر (فيما يتعلق بتوجيه المرآة الرئيسية) عندما لم يتلق مركز التحكم في البعثة تأكيدًا في البداية على أن غطاء حاجب الشمس قد طوى بالكامل. بعد النظر في البيانات الإضافية للتأكيد، شرع الفريق في تمديد الطفرات. انتشر الجانب الأيسر في 3 ساعات و 19 دقيقة؛ استغرق الجانب الأيمن 3 ساعات و 42 دقيقة. بهذه الخطوة، يشبه حاجب ويب Webb شكله الكامل على شكل طائرة ورقية ويمتد إلى عرضه الكامل البالغ 47 قدمًا. أوامر لفصل وتوتر الأغشية كان يجب اتباعها.
بعد إجازة رأس السنة الجديدة، أخر الفريق الأرضي شد حاجب الشمس ليوم واحد لإتاحة الوقت لتحسين إنتاج الطاقة لمجموعة الألواح الشمسية في المرصد ولضبط اتجاه المرصد لتبريد حاجب الشمس الأكثر سخونة من المتوقع. محركات النشر. بدأ شد الطبقة الأولى، الأقرب للشمس والأكبر من الخمسة في حاجب الشمس، في 3 يناير 2022 واكتمل في 3:48 مساءً EST. بدأ شد الطبقتين الثانية والثالثة في الساعة 4:09 مساءً EST واستغرقت ساعتين و 25 دقيقة. في 4 يناير 2022، نجحت وحدات التحكم في شد آخر طبقتين، أربعة وخمسة، لإكمال مهمة نشر حاجب الشمس JWST في الساعة 11:59 صباحا EST.

## الجدول الزمني
- عام 2007 أو ما قبله، حقق مستوى الجاهزية التكنولوجية (TRL) 6 لغشاء حاجب الشمس.
- 11 سبتمبر 2016، اكتملت الطبقة الأولى من حاجب الشمس.[35]
- 2 نوفمبر 2016، اكتملت الطبقة الخامسة النهائية.[36]
- 2018 في 27 مارس، أعلنت وكالة ناسا عن وجود دموع في حاجب الشمس، مما ساهم في تأخير الإطلاق.[37]
- 2021، 25 ديسمبر، الإطلاق الناجح لتلسكوب جيمس ويب الفضائي من مركز غيانا للفضاء.[38]
- 2021، 31 ديسمبر، النشر الأولي لأذرع التطويل لدعم وفتح حاجب الشمس.[39]
- 2022 3 يناير، الشد الأولي وفصل الطبقات الثلاث الأولى من حاجب الشمس.[40]
- 2022 4 يناير، استكمال الشد / الفصل بين الطبقات الخمس والنشر الناجح لواقي الشمس JWST ، بعد عشرة أيام من الإطلاق وأكثر من 0.8 مليون كيلومتر (500,000 ميل) بعيدًا عن الأرض.[41][39][40]

## روابط خارجية
- هندسة قسم تلسكوب جيمس ويب الفضائي JWST Sunshield